# Festival du premier roman
 (mai 2013).
Si vous disposez d'ouvrages ou d'articles de référence ou si vous connaissez des sites web de qualité traitant du thème abordé ici, merci de compléter l'article en donnant les références utiles à sa vérifiabilité et en les liant à la section « Notes et références ».
Le Festival du premier roman est un festival littéraire français se déroulant chaque année depuis 1987 à Chambéry dans le département de la Savoie. 
Il est organisé par l’association Lectures plurielles.

## Histoire
Le Festival du premier roman est né de l'idée initiée par un enseignant de Chambéry au lycée Monge, Jacques Charmatz. En 1986, ce dernier décide d'accroître (voire de susciter) la motivation de ses élèves pour la lecture de manière originale. Il choisit alors des auteurs de premier roman encore inconnus, et encourage ses élèves à correspondre avec ces écrivains en leur faisant part de leurs coups de cœur, de leurs réactions de lecture et de leurs interrogations.
Pour la première fois en mai 1987, deux auteurs de premier roman sont invités à Chambéry afin de prolonger et d'enrichir cet échange. La bibliothèque municipale de Chambéry, alors dirigée par Jean-Paul Oddos, organise la rencontre. Dès 1988, le succès de cette première initiative pousse à reprendre et élargir cette idée, qui se transforme en un festival annuel chaque printemps. Une équipe professionnelle se charge très vite de l'organisation de la manifestation. Ainsi désormais, chaque année, environ une vingtaine de primo-romanciers sont invités, ainsi que des auteurs de retour et un invité d'honneur.

## Le Festival aujourd'hui

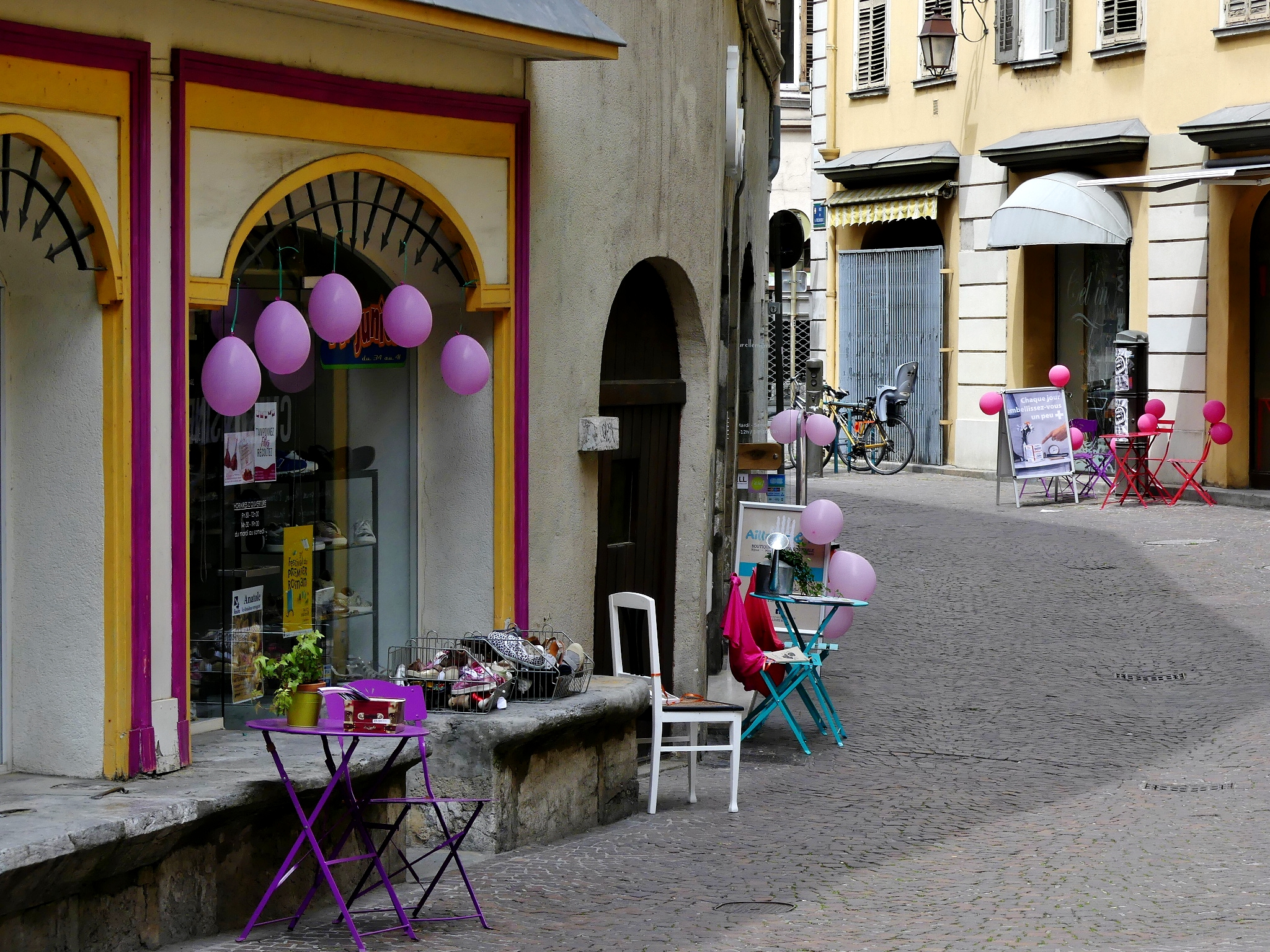
Différents lieux de lecture libres installés dans les rues du centre-ville en 2018.

Dès ses débuts, le Festival ne cessera de s'ouvrir à davantage de lecteurs, en France et à l’étranger, lisant des premiers romans en français mais aussi depuis quelques années des premiers romans européens en langue d’origine (italien, espagnol, allemand), impliquant toujours plus les bibliothèques, les lycées et collèges, et les librairies. 
L’association Lectures Plurielles, organisatrice du Festival du premier roman de Chambéry poursuit trois objectifs principaux :
- promouvoir le livre et la lecture auprès d’un large public, jeunes et adultes ainsi que des publics empêchés ou éloignés de la lecture en proposant pour cela des premiers romans en lecture et organisant tout au long de l’année des échanges entre les lecteurs ;

- faire découvrir de nouveaux talents, de nouvelles écritures. Le premier roman peut être vu comme le reflet d’une certaine littérature émergente. Le Festival valorise ainsi les débuts littéraires d’auteurs en devenir et suit leurs parcours ;

- faire connaître et valoriser la littérature européenne, en proposant des premiers romans à lire en langue d’origine, italienne, espagnole et allemande et en invitant des auteurs de premiers romans étrangers, choisis par des lecteurs, à venir au Festival en mai.

Aujourd’hui, au terme d’une saison de lectures actives et d’un vote final par plus de 3 000 lecteurs non professionnels, sont invités en mai une quinzaine d'auteurs de premier roman francophones, un auteur de premier roman italien, un auteur de premier roman espagnol, un auteur de premier roman québécois, un auteur de premier roman roumain et un auteur de premier roman allemand.

## Des auteurs récompensés
- Voici une liste (non exhaustive) de quelques-uns des 300 auteurs que le Festival a invités au cours de ses 34 éditions :

Olivier Adam, Gabriella Ambrosio, Jean-Baptiste Andrea, Christine Angot, Stéphane Arfi, Jérôme d'Astier, Stéphane Audeguy, Muriel Barbery, Franz Bartelt, Jeanne Benameur, Arno Bertina, Philippe Besson, Yves Bichet, Julien Blanc-Gras, Jean-Philippe Blondel, Didier Blonde, Robert Bober, Nina Bouraoui, Alma Brami, Noëlle Châtelet,, Michel Chevron, Philippe Claudel, Maurice G. Dantec, Kossi Efoui, Joël Egloff, Mathias Énard, Emmanuelle Favier, Étienne de Vesc Faye, David Foenkinos, René Frégni, Christian Garcin, Jean-Pierre Gattégno, Laurent Gaudé, Brigitte Giraud, Valentine Goby, Philippe Grimbert, Michel Houellebecq, Xavier Houssin, Jean-Claude Izzo, Stéphanie Janicot, Isabelle Jarry, Jeanne Labrune, Denis Lachaud, Marie-Hélène Lafon, Camille Laurens, Carole Martinez, Laurent Mauvignier, Hubert Mingarelli, Pascal Morin, Amélie Nothomb,  Véronique Olmi, Pierre Péju, Pascale Roze, Olivia Ruiz, Boualem Sansal, Shan Sa, Dominique Sigaud, Marie Sizun, Vincent de Swarte, Minh Tran Huy, Fabrice Vigne, Martin Winckler.[citation nécessaire]
- En 2019, lors de la 32e édition, les lauréats distingués ont été : Patrick Azzurra, Catherine Bardon, Iulian Bocai (Roumanie), Adélaïde Bon, Clarence Boulay, Estelle Sarah-Bulle, Miguel Ángel Carmona del Barco (Espagne), Pauline Delabroy-Allard, Adeline Dieudonné (Belgique), Martin Dumont, Silvia Ferreri (Italie), Jacques Gaubil (Québec), Jadd Hilal, Gail Honeyman (Royaume-Uni), Francesca Hornak (Royaume-Uni),  Philippe Krhajac, Hector Mathis, Jean-Baptiste Naudet, Marc Alexandre Oho Bambe, Aurélie Razimbaud, Olivier Sylvestre (Québec), Gabrielle Tuloup, Bettina Wilpert (Allemagne).
- En 2020, lors de la 33e édition, les lauréats ont été : Claire Adam, Diana Badica (Roumanie), Bénédicte Belpois, Mathilde Chapuis, Jean Darot, Christine de Mazières, Cécile Desmoulins, Alexandre Duyck, Dalie Farah, Marin Fouqué, Victoria Mas, Agustín Márquez (Espagne), Isabelle Mayault, Mathieu Palain, Anne Pauly, Joseph Ponthus, Filippo Tapparelli (Italie), Marie-Eve Thuot, Beata Umubyeyi Mairesse, Bettina Wohlfarth (Allemagne); Hyam Zaytoun, David Zykerman.
- Lauréats de la 34e édition, en 2021 : Dima Abdallah, Andrea Abreu (Espagne), Yoann Barbereau, Adrien Borne, Elyse Carré, Abi Daré (Royaume-Uni), Asya Djoulaït, Caroline Dorka Fenech, Hella Feki, Dany Héricourt, Mattia Insolia (Italie), Paul Kawczak (Québec), Valérie Jessica Laporte (Québec), Emilienne Malfatto, Ronya Othmann (Allemagne), Hugo Paviot, Laurent Petitmangin, Olivia Ruiz, Ioana Maria Stăncescu (Roumanie), Caroline Valentiny, Jean-René Van Der Plaetsen, Yann Verdo.
- Lauréats de la 35e édition, en 2022 : Madeleine Assas, Abigail Assor, Sandrine Berthet, Bibiana Candia (Espagne), Andy Charman (Royaume-Uni), Stéphanie Coste, Jean D'Amérique, Etienne Kern, Johanna Krawczyk, Marie Mangez, Alain Mascaro, Martina Merletti (Italie), Mariette Navarro, Maria Orban, Dimitri Rouchon-Borie, Julie Ruocco, Olivier Schefer, Stefanie vor Schulte, Myriam Vincent, Marie Vingtras.
- En 2023, lors de la 36e édition, les lauréats ont été : Irina Anghel (Roumanie), Rebecca Benhamou, Maxime Raymond Bock (Québec), Rémi David, Lionel Destremau, Diaty Diallo, Giuliano da Empoli, Sabrina Giarratana (Italie), Montserrat Iglesias (Espagne), Sarah Jollien-Fardel, Maria Larrea, Do Levy Dewind, Fabienne Lips-Dumas, Polina Panassenko, Anthony Passeron, Melody Razak (Royaume-Uni), Céline Righi, Claudia Schumacher (Allemagne), Murielle Szac, Laurine Thizy, Matthieu Zaccagna.